# Bembidion decorum
Bembidion decorum är en skalbaggsart som först beskrevs av Georg Wolfgang Franz Panzer 1799.  Bembidion decorum ingår i släktet Bembidion, och familjen jordlöpare. Arten har ej påträffats i Sverige.